# Artem Dovbyk
Artem Oleksandrovych Dovbyk (em ucraniano:  Артем Олександрович Довбик; Chercássi, 21 de junho de 1997) é um futebolista ucraniano que atua como centroavante. Atualmente, defende a Roma e a Seleção Ucraniana.
Considerado um dos atacantes mais prolíficos da sua geração, Dovbyk é reconhecido pela sua imponente presença física, capacidade de finalização e excelência no jogo aéreo. A sua carreira é marcada por uma notável resiliência, tendo superado o colapso financeiro do seu clube formador antes de se afirmar no futebol europeu. A sua consagração ocorreu na temporada 2023–24, quando se tornou o primeiro ucraniano a conquistar o Troféu Pichichi de melhor marcador da La Liga, a serviço do Girona.

## Biografia e Início de Carreira
Nascido e criado em Chercássi, Ucrânia, Artem Dovbyk iniciou a sua formação futebolística na escola especializada da reserva olímpica local, a Slavutych, sob a orientação dos treinadores Oleksiy Blokha e Serhiy Serhiyenko. Em 2013, durante um período de testes no Metalist Kharkiv, sofreu uma grave lesão no joelho que o afastou dos relvados por um longo período e adiou a sua transição para um clube de maior dimensão.
Após a sua recuperação, assinou o seu primeiro contrato profissional a 27 de julho de 2014 com o clube da sua cidade, o Cherkaskyi Dnipro. A sua estreia ocorreu aos 17 anos, e a 16 de agosto de 2014, marcou o seu primeiro golo como profissional, tornando-se o marcador mais jovem da história do clube, com 17 anos, 1 mês e 25 dias. Na sua época de estreia, marcou 7 golos, incluindo o seu primeiro hat-trick, e foi fundamental na conquista da Segunda Liga Ucraniana, que garantiu a promoção do clube.

## Carreira por clubes

### FC Dnipro e o colapso do clube
No verão de 2015, o seu talento levou-o a assinar pelo Dnipro, um dos maiores clubes da Ucrânia e recente finalista da Liga Europa. A sua integração inicial foi dificultada pela forte concorrência, o que levou a um breve empréstimo de três meses ao Zaria Bălți da Moldávia, onde conquistou a Taça da Moldávia.
Regressou ao Dnipro em agosto de 2016 e afirmou-se na temporada 2016–17. Apesar da juventude, marcou 6 golos na Primeira Liga Ucraniana e foi distinguido com o prémio de Melhor Jogador Jovem da competição. Este desempenho chamou a atenção do selecionador nacional, Andriy Shevchenko, que o convocou pela primeira vez.
Contudo, o clube enfrentava uma crise terminal. A cessação de financiamento por parte do proprietário, o oligarca Ihor Kolomoyskyi, resultou em dívidas massivas a jogadores e treinadores, incluindo o antigo técnico Juande Ramos. O Dnipro sofreu sanções severas da FIFA e da UEFA, incluindo deduções de pontos e proibições de transferência, que culminaram na despromoção administrativa à segunda divisão. Apesar do colapso, Dovbyk permaneceu no clube, demonstrando uma notável lealdade, e marcou 12 golos em 13 jogos na segunda divisão antes da sua inevitável saída.

### Passagem pela Dinamarca
Em janeiro de 2018, como jogador livre, Dovbyk mudou-se para a Dinamarca, assinando pelo Midtjylland. Na sua primeira meia-temporada, contribuiu para a conquista do título da Superliga Dinamarquesa. Na temporada seguinte, 2018–19, conquistou a Copa da Dinamarca.
Para obter mais tempo de jogo, foi emprestado ao SønderjyskE para a temporada 2019–20. No novo clube, voltou a sagrar-se campeão da Copa da Dinamarca, a sua segunda consecutiva.

### Retorno à Ucrânia e consagração no Dnipro-1
Em 2020, Dovbyk regressou à Ucrânia para se juntar ao Dnipro-1, um clube visto como o sucessor espiritual do seu antigo emblema. Foi aqui que o seu potencial goleador se materializou plenamente. Na temporada 2021–22, interrompida pela invasão russa, já liderava a lista de melhores marcadores com 14 golos em 17 jogos. Na temporada seguinte, 2022–23, dominou a competição, sagrando-se artilheiro com 24 golos em 30 jogos, um recorde do clube.

### Girona e a conquista do Pichichi
A 6 de agosto de 2023, Dovbyk assinou um contrato de cinco anos com o Girona, tornando-se a contratação mais cara da história do clube catalão por uma verba reportada de 7,75 milhões de euros. A sua adaptação à La Liga foi imediata e espetacular. Marcou um golo na sua estreia contra a Real Sociedad e, a 21 de janeiro de 2024, marcou um hat-trick em apenas seis minutos e 32 segundos numa vitória por 5–1 sobre o Sevilla, o hat-trick mais rápido na La Liga desde 2017.
Sob a liderança do treinador Míchel, Dovbyk foi o ponto focal de um sistema tático ofensivo que maximizou as suas qualidades como avançado-alvo. O Girona realizou uma campanha histórica, terminando em terceiro lugar e qualificando-se pela primeira vez para a Liga dos Campeões da UEFA. Dovbyk foi a figura principal da equipa, terminando a época com 24 golos e conquistando o Troféu Pichichi como melhor marcador da La Liga, um feito inédito para um jogador ucraniano.

### Roma
O seu sucesso em Espanha tornou-o um dos avançados mais cobiçados da Europa. A 2 de agosto de 2024, a Roma anunciou oficialmente a sua contratação, com Dovbyk a assinar um contrato válido até 30 de junho de 2029. A transferência foi avaliada em 30,5 milhões de euros, mais bónus, tornando-se uma das maiores da janela de transferências. Ao receber a camisola número 11, Dovbyk tornou-se o primeiro futebolista ucraniano na história do clube giallorosso.

## Carreira internacional
Dovbyk representou a Ucrânia nos escalões de sub-18 e sub-21. A sua primeira convocatória para a seleção principal ocorreu em setembro de 2016, aos 19 anos, para um jogo de qualificação para o Mundial de 2018 contra a Islândia, embora não tenha sido utilizado.
A sua estreia oficial ocorreu a 31 de março de 2021, entrando como substituto num empate 1–1 contra o Cazaquistão, em jogo a contar para a qualificação para o Mundial de 2022.

#### Golo histórico no Euro 2020
O momento mais emblemático de Dovbyk pela seleção ocorreu durante o Campeonato Europeu de Futebol de 2020 (disputado em 2021). A 29 de junho de 2021, no jogo dos oitavos de final contra a Suécia em Hampden Park, Glasgow, Dovbyk entrou no prolongamento e, no minuto 120+1', marcou de cabeça o golo da vitória por 2–1. Este golo não só qualificou a Ucrânia para os quartos de final de um Europeu pela primeira vez na sua história, como também se tornou o golo da vitória mais tardio na história da competição (excluindo desempates por grandes penalidades) e o segundo mais tardio em geral.
Desde então, tornou-se uma figura central no ataque ucraniano, participando também no Campeonato Europeu de Futebol de 2024.

## Estilo de jogo
Artem Dovbyk é um centroavante clássico, frequentemente descrito como um "número 9" arquetípico, cujo estilo de jogo combina força física com inteligência posicional e uma excecional capacidade de finalização. Com 1,89 m de altura, é dominante no jogo aéreo, o que o torna uma ameaça constante em lances de bola parada e um ponto de referência para a sua equipa em saídas de bola longas.
As suas principais qualidades incluem:
- Finalização: É um finalizador letal com ambos os pés, embora o seu esquerdo seja o preferencial. Demonstra compostura na área e uma grande variedade de remates, desde cabeceamentos potentes a finalizações colocadas.
- Força Física e Jogo de Costas para a Baliza: Utiliza o seu corpo de forma eficaz para proteger a bola, segurar os defesas e criar espaço para os seus colegas de equipa. A sua capacidade de jogar como pivô é fundamental para sistemas que utilizam médios ou extremos que atacam a profundidade.[26]
- Movimentação na Área: Possui um instinto apurado para atacar os espaços certos dentro da área, antecipando cruzamentos e desmarcando-se dos seus oponentes no momento decisivo.

No sistema tático de Míchel no Girona, Dovbyk desempenhou o papel de target man, sendo a principal referência ofensiva. A equipa foi construída para maximizar as suas forças, com laterais e extremos a fornecerem um fluxo constante de cruzamentos para a área.
Embora seja um goleador prolífico, áreas apontadas para melhoria incluem a sua contribuição defensiva e, por vezes, a precisão nos passes de ligação quando joga fora da área.

## Vida pessoal
Artem Dovbyk é casado com Yulia Chernenko. O casal tem uma filha, Kira, nascida em agosto de 2022. Fora do futebol, é conhecido por ser uma pessoa reservada e tem interesse em boxe.

## Estatísticas de carreira
Estatísticas atualizadas até 21 de junho de 2025.
| Clube              | Temporada         | Liga              | Liga  | Liga  | Taça Nacional | Taça Nacional | Competições Europeias | Competições Europeias | Total | Total |    |
| Clube              | Temporada         | Divisão           | Jogos | Golos | Jogos         | Golos         | Jogos                 | Golos                 | Jogos | Golos |    |
| ------------------ | ----------------- | ----------------- | ----- | ----- | ------------- | ------------- | --------------------- | --------------------- | ----- | ----- | -- |
| Cherkaskyi Dnipro  | 2014–15           | Segunda Liga      | 20    | 7     | 1             | 0             | —                     | —                     | 21    | 7     |    |
| Cherkaskyi Dnipro  | Total             | Total             | 20    | 7     | 1             | 0             | —                     | —                     | 21    | 7     |    |
| Dnipro             | 2016–17           | Primeira Liga     | 22    | 6     | 1             | 0             | —                     | —                     | 23    | 6     |    |
| Dnipro             | 2017–18           | Segunda Liga      | 13    | 12    | 0             | 0             | —                     | —                     | 13    | 12    |    |
| Dnipro             | Total             | Total             | 35    | 18    | 1             | 0             | —                     | —                     | 36    | 18    |    |
| Zaria Bălți (emp.) | 2016              | Super Liga        | 3     | 0     | 1             | 0             | —                     | —                     | 4     | 0     |    |
| Midtjylland        | 2017–18           | Superliga         | 10    | 1     | 2             | 0             | 0                     | 0                     | 12    | 1     |    |
| Midtjylland        | 2018–19           | Superliga         | 5     | 0     | 1             | 0             | 0                     | 0                     | 6     | 0     |    |
| Midtjylland        | Total             | Total             | 15    | 1     | 3             | 0             | 0                     | 0                     | 18    | 1     |    |
| SønderjyskE (emp.) | 2019–20           | Superliga         | 18    | 2     | 5             | 2             | —                     | —                     | 23    | 4     |    |
| Dnipro-1           | 2020–21           | Primeira Liga     | 24    | 6     | 3             | 4             | —                     | —                     | 27    | 10    |    |
| Dnipro-1           | 2021–22           | Primeira Liga     | 17    | 14    | 1             | 0             | —                     | —                     | 18    | 14    |    |
| Dnipro-1           | 2022–23           | Primeira Liga     | 30    | 24    | —             | —             | LE + LCE              | 2+7                   | 0+5   | 39    | 29 |
| Dnipro-1           | Total             | Total             | 71    | 44    | 4             | 4             | 9                     | 5                     | 84    | 53    |    |
| Girona             | 2023–24           | La Liga           | 36    | 24    | 3             | 0             | —                     | —                     | 39    | 24    |    |
| Roma               | 2024–25           | Serie A           | 0     | 0     | 0             | 0             | LE                    | 0                     | 0     | 0     | 0  |
| Total da Carreira  | Total da Carreira | Total da Carreira | 198   | 96    | 18            | 6             | 9                     | 5                     | 225   | 107   |    |

## Títulos
Cherkaskyi Dnipro
- Campeonato Ucraniano - Segunda Divisão: 2014–15

Zaria Bălți
- Copa da Moldávia: 2016[8]

Midtjylland
- Campeonato Dinamarquês: 2017–18[29]
- Copa da Dinamarca: 2018–19[30]

SønderjyskE
- Copa da Dinamarca: 2019–20[31]

### Prémios individuais
- Melhor Jogador Jovem da Primeira Liga Ucraniana: 2016–17[9]
- Jogador do Mês da Primeira Liga Ucraniana: Agosto de 2021, Novembro de 2021, Outubro de 2022, Novembro/Dezembro de 2022, Abril de 2023[32]
- Jogador do Mês da La Liga: Dezembro de 2023[33]
- Equipa da Época da La Liga: 2023–24[34]

### Artilharias
- Melhor Marcador da Copa da Ucrânia: 2020–21 (4 golos)[35]
- Melhor Marcador da Primeira Liga Ucraniana: 2021–22 (14 golos), 2022–23 (24 golos)[16]
- Troféu Pichichi (Melhor Marcador da La Liga): 2023–24 (24 golos)[4]